# Amígdala faríngea
Las amígdalas faríngeas, tonsilas faríngeas, adenoides o vegetaciones, son una masa de tejido linfoide situada cerca del orificio interno de las fosas nasales, donde se unen con la faringe, en el techo de la nasofaringe. Forman parte de las estructuras denominadas amígdalas.

## Histología
Las adenoides, a diferencia de los otros tipos de amígdalas, tiene un epitelio columnar o cilíndrico pseudoestratificado ciliado.

## Embriología
Las adenoides comienzan a crecer a los nueve meses de vida, tras la depresión inmunofisiológica que sucede al octavo mes de vida.

## Función inmunológica de las adenoides
Se ha determinado la producción de inmunoglobulinas en las adenoides. La Ig A se encontró en la superficie del epitelio y subepitelio. Los adenoides están cubiertos de epitelio pseudoestratificado ciliado, y presentan invaginaciones en forma de pliegues sin ramificaciones. Los adenoides producen Ig A secretora (IgAS), que tiene gran importancia como primera barrera de defensa.

## Patologías relacionadas
Su patología se puede dividir en infecciosa o hipertrófica, existiendo una hiperplasia inmunológica, hiperplasia infecciosa y una hiperplasia idiopática benigna.

Se habla de adenoides cuando estas experimentan una hipertrofia adenoidea, que se trata de una hiperplasia del tejido linfoide. Dicho abultamiento puede provocar respiración bucal, ronquidos, mal aliento y goteo nasal crónico. También pueden provocar condiciones peligrosas, como la apnea del sueño, hipertensión pulmonar e insuficiencia cardíaca derecha.
En la infancia, las adenoides representan un órgano de defensa que puede sufrir enfermedades, las dos más frecuentes son: la adenoiditis y la hipertrofia adenoidea. La hipertrofia adenoidea, especialmente en los niños, produce lo que se conoce como Facies adenoidea, con respiración bucal, cara alargada, incisivos prominentes, hipoplasia maxilar y labio superior antevertido.

## Cuadro clínico
- La "facie adenoidea", que se conforma por protrusión de la premaxila, boca abierta, hipotonía de labios y paladar ojival.[1]
- Respiración bucal o dificultad para la respiración por la nariz (respiración sin dificultades por la boca)
- Rinolalia (hablar como si la nariz estuviera obstruida)
- Respiración ruidosa
- Ronquido durante el sueño
- Posibles pausas de apnea (interrupción de la respiración durante unos pocos segundos durante el sueño)
- Catarros nasales, con moco permanentemente en la nariz
- Faringitis granulosa: tos nocturna y tos faríngea
- Otitis agudas con frecuencia
- Dolores de cabeza
- Trastornos del desarrollo esquelético
- Trastornos de otros reflejos, como temores nocturnos, pesadillas, etc.
- Ardor al respirar, solo se respira por una fosa nasal.

## Otros proyectos
- Portal:Biología. Contenido relacionado con Biología.
- Portal:Medicina. Contenido relacionado con Medicina.

- Datos: Q552087
- Multimedia: Adenoids / Q552087